# Haupmerkopf
Le Haupmerkopf est une montagne qui s’élève à 2 625 m d’altitude dans les Hohe Tauern, en Autriche.